# Stefan Brau
Stefan Brau (Alkmaar, 18 juli 1977) is een Nederlands radio-dj en voice-over. Hij is te horen op Easy FM en Radio M en verwierf bekendheid door het maken van programma's op zenders als RTL FM en Radio Decibel.

## Radio
Brau begon zijn professionele loopbaan als radio-dj bij CITY FM en RTL FM. 
Van 2007 tot 2010 werkte hij voor het Rotterdamse Megastad FM.  Sinds januari 2015 maakte hij radio-ochtendprogramma's voor Freez FM. En vanaf 1 januari 2016 is hij werkzaam als dj op Radio 8FM en Radio Decibel.
Nadat de productie van Radio Decibel overgenomen werd door een andere producent (RadioNL), werkte hij voor Wild Hitradio. Vanaf 1 februari 2019 presenteerde hij elke werkdag tussen 12 en 14 uur de lunchshow op Radio Royaal. 
Vanaf 2021 was Stefan te horen tussen 7:00 uur en 10:00 uur in de ochtend op werkdagen, op Radio Decibel. Dit programma presenteerde hij totdat de radiozender in 2024 alleen nog maar online ging uitzenden.
Sinds 2020 maakt Brau een dagelijkse radioshow Easy FM Almere. Eerst de middagshow en daarna ging hij de ochtendshow tussen 7:00 uur en 10:00 uur presenteren.
Sinds april 2024 is Brau vaste invaller op Radio M Utrecht.

## Voice-over
Brau heeft een eigen bedrijf dat voorziet in voice-over producties. Hij was in 2007 en 2008 de stem van Jetix Nederland. De Nederlandse radiozender 100% NL gebruikte zijn stem tot 2013 in de radiovormgeving. Daarna was hij onder andere te horen als de stem in de reclamecampagnes van Belcompany, Parkmobile en andere campagnes.

## Trivia
- Naast zijn activiteiten als dj en voice-over was Brau van 2006 tot en met 2021 lid van de gemeenteraad van Heerhugowaard namens de PvdA.[4]